# Кюбель
Кюбель (нем. Kübel - чан, бадья, черпак) — грузозахватное устройство для перемещения сыпучих грузов.

## Описание
Устройство разгружается с помощью любого грузоподъёмного механизма, например, грузоподъёмного крана или погрузчика. Различают 3 вида кюбелей: опрокидные, раскрывающиеся, а также кюбели с разгрузкой через боковые стенки или днище.

### Типы кюбелей
1. Кюбели с разгрузкой через боковые стенки или днище. Кюбели этого типа применяются для перегрузки гравия, песка, земли и т. д. с помощью кранов. Преимущество их перед опрокидными кюбелями заключается в том, что они не так сильно разбрасывают материал при разгрузке.
2. Раскрывающиеся кюбели — делают емкостью 1 — 3 м³, для специального назначения и до 8 м³. Они состоят из двух полуковшей с закругленным днищем, соединенных между собой в верхнем внутреннем углу шарниром; вращаясь вокруг шарнира, обе половины раскрываются или закрываются. Во время загрузки и перемещения кюбель подвешен на траверсе. Для разгрузки кюбеля имеются скобы рычагов соединенные с подвижной траверсой и разгрузочными канатами. При подъёме последних скобы рычагов захватывают крюки и раскрывают кюбель. Подъёмные и разгрузочные канаты наматываются на отдельные барабаны подъёмной лебедки.
3. Опрокидные кюбели подвешиваются к крюку крана с помощью бугеля; опрокидываются они вокруг горизонтальной оси. Центр тяжести нагруженного кюбеля выбирается в таком месте, которое позволило бы кюбелю во время перемещения удерживаться в вертикальном положении защёлкой. Когда сбрасывают защёлку, кюбель опрокидывается, и перемещаемый груз из него выпадает.

Так как центр тяжести порожнего кюбеля расположен ниже точки опрокидывания, кюбель после разгрузки автоматически возвращается в вертикальное положение. Опрокидной кюбель выполняют с пологой передней стенкой. Такая форма стенки позволяет подавать кюбель к откосу штабеля так, что материал в него попадает большей частью самотёком и лишь остаток материала забрасывается лопатами. Опрокидные кюбели изготовляют емкостью 0,25—3 м³. Применяются они, главным образом, для загрузки бункеров.